# Thomas M. Rees

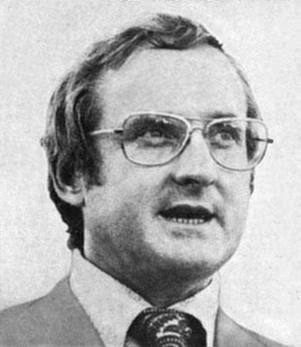
Thomas M. Rees (1975)

Thomas Mankell Rees (* 26. März 1925 in Los Angeles, Kalifornien; † 9. Dezember 2003 in Santa Cruz, Kalifornien) war ein US-amerikanischer Politiker. Zwischen 1965 und 1977 vertrat er den Bundesstaat Kalifornien im US-Repräsentantenhaus.

## Werdegang
Thomas Rees besuchte die öffentlichen Schulen seiner Heimat sowie das Occidental College in Los Angeles, das er im Jahr 1950 absolvierte. Danach diente er in der US Army. Nach einem Jurastudium an der University of California und seiner Zulassung als Rechtsanwalt begann er in diesem Beruf zu arbeiten. Außerdem wurde er Präsident einer Exportfirma. Gleichzeitig schlug er als Mitglied der Demokratischen Partei eine politische Laufbahn ein. Von 1954 bis 1962 saß er als Abgeordneter in der California State Assembly; zwischen 1962 und 1965 gehörte er dem Staatssenat an. Zwischen 1956 und 1968 nahm er als Delegierter an allen Democratic National Conventions teil.
Nach dem Rücktritt des Abgeordneten James Roosevelt wurde Rees bei der fälligen Nachwahl für den 26. Sitz von Kalifornien als dessen Nachfolger in das US-Repräsentantenhaus in Washington, D.C. gewählt, wo er am 15. Dezember 1965 sein neues Mandat antrat. Nach fünf Wiederwahlen konnte er bis zum 3. Januar 1977 im Kongress verbleiben. Seit 1975 vertrat er als Nachfolger von Delwin Clawson den 23. Wahlbezirk seines Staates. In seine Zeit als Kongressabgeordneter fielen unter anderem der Vietnamkrieg und die Watergate-Affäre sowie innenpolitisch die Endphase der Bürgerrechtsbewegung.
1976 verzichtete Rees auf eine weitere Kandidatur. Später wurde er Leiter der kommunalen Entwicklungskommission der Stadt San José. Er starb am 9. Dezember 2003 in Santa Cruz.